# Messier 84
Messier 84 (również M84 lub NGC 4374) – galaktyka soczewkowata w gwiazdozbiorze Panny. Odkrył ją i skatalogował 18 marca 1781 roku Charles Messier. Należy do gromady galaktyk w Pannie. Jest częścią Łańcucha Markariana.

## Charakterystyka fizyczna
M84 znajduje się w odległości ok. 60 mln lat świetlnych (ok. 18 megaparseków) od Ziemi. Jej średnica wynosi około 87 tys. lat świetlnych. Należy do galaktyk Seyferta typu 2.

## Dane astronomiczne

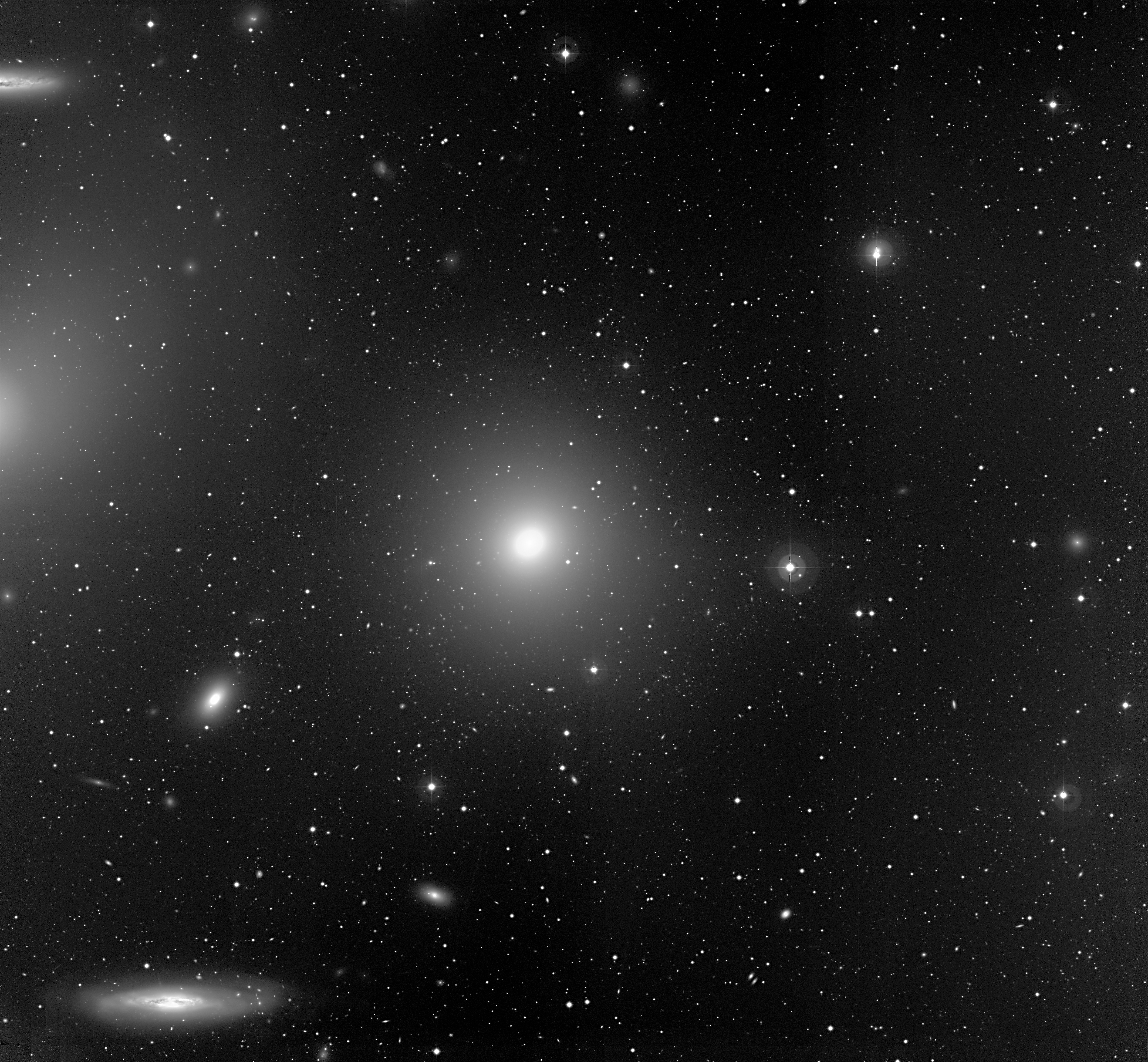
Fragment jądra Gromady w Pannie, w centrum zdjęcia M84

Przez długi czas M84 była przypisywana do typu E1, co oznaczało, że składa się głównie ze starszych, żółtych gwiazd. Nowe badania wskazują przynależność do typu S0 (galaktyka soczewkowata).
Z centrum galaktyki M84 wyrzucane są dwa małe dżety obserwowane w zakresie radiowym. Fakt ten był przedmiotem badań Teleskopu Hubble’a w 1997 (krótko po jego drugiej naprawie). Odkryto, że galaktyka posiada masywny obiekt centralny o masie ok. 300 milionów mas Słońca skoncentrowany w obszarze o promieniu poniżej 26 lat świetlnych.

## Supernowe
Do tej pory zaobserwowano następujące przypadki supernowych:
- SN 1957B – odkryta 18 maja 1957 przez G. Romano (Włochy), miała wtedy jasność 13m
- SN 1980I (13 czerwca 1980) – osiągnęła jasność 14m
- SN 1991bg (3 grudnia 1991) – osiągnęła jasność 14m

## Oznaczenia alternatywne
| - NGC 4374 - 4C 13.47 - ASB 33 - 3C 272.1 - Cul 1222+131 - DA 322 - [DLB87] V3 - [DML87] 746 - [DSB94] 272 - 2E 2696 - 2E 1222.5+1309 - GIN 778 - IRAS 12224+1309 - IRAS F12225+1309 - 1Jy 1222+131 - 1Jy 1222+13 - LEDA 40455 - LJHY 35 - MCG+02-32-034 - MRC 1222+131 | - NRAO 399 - NVSS B122231+130912 - OHIO A 322 - PKS 1222+13 - PKS 1222+131 - RX J122503.7+125313 - RX J1225.0+1253 - S3 1222+13 - [TH2002] 5 - [TT2002] Virgo 2 - UGC 7494 - UZC J122503.7+125314 - VCC 763 - VPC 385 - VSOP J1225+1253 - [VV2003c] J122503.7+125313 - [VV2006c] J122503.7+125313 - WSTB 29W003 - Z 1222.5+1310 - Z 70 – 58 |